# Antígeno oncofetal
Los antígenos oncofetales son proteínas que se expresan en los tejidos de un mamífero en la fase de desarrollo fetal, pero no en el individuo adulto normal. Sin embargo, aparecen a concentraciones elevadas en las células cancerosas, por lo que pueden utilizarse como marcadores tumorales para detectar la existencia de un tumor maligno.
Su detección no implica necesariamente el diagnóstico de cáncer, pues pueden aparecer en pequeñas cantidades en las células normales y también en diferentes procesos que ocasionan inflamación. 
Los antígenos oncofetales que más se utilizan en medicina son el antígeno carcinoembrionario y la alfa-fetoproteína. Se cree que los genes que codifican estas proteínas se silencian a partir del desarrollo fetal, pero dejan de estar reprimidos cuando en la célula se produce una transformación que origina un cáncer.